# Піщано-Коледіно
Піща́но-Коле́діно (рос. Песчано-Коледино) — село у складі Далматовського району Курганської області, Росія. Адміністративний центр Піщано-Коледінської сільської ради.
Населення — 855 осіб (2017, 933 у 2010, 1002 у 2002).
Національний склад станом на 2002 рік: росіяни — 94 %.
Стара назва села — Піщаноколедіно.